# Ireneusz (Joannidis)
Ireneusz, imię świeckie Irinajos Joannidis (ur. 19 grudnia 1951 w Stambule) – duchowny prawosławnego Patriarchatu Konstantynopola, od 2000 metropolita tytularny Miriofytonu i Peristasis. Obecnie pełni urząd przewodniczącego centralnego komitetu kościelnego przy Patriarchacie.

## Życiorys
Chirotonię biskupią otrzymał 21 listopada 1995 r.